# Nathan Phillips
Nathan Phillips (* 20. června 1994) je britský reprezentant ve sportovním lezení, finalista mistrovství světa.
Pracuje jako stavěč cest, jeho přítelkyní je britská lezkyně Tara Hayes.

## Výkony a ocenění
- 2018: finalista mistrovství světa

### Závodní výsledky
| Mistrovství světa | Mistrovství světa | Mistrovství světa | Mistrovství světa |
| Rok               | 2014              | 2016              | 2018              |
| ----------------- | ----------------- | ----------------- | ----------------- |
| Bouldering        | 59-60             | 17                | 6                 |

| Světový pohár | Světový pohár | Světový pohár | Světový pohár | Světový pohár    | Světový pohár       |
| Rok           | 2014          | 2015          | 2016          | 2017             | 2018                |
| ------------- | ------------- | ------------- | ------------- | ---------------- | ------------------- |
| Bouldering    | x             | 0             | x             | 30               | 28                  |
| jednotlivě*   | ,31,16,36,31, | ,43,35,45,    | ,67,17,23,56, | ,18,59,14,29,33, | ,42,39,17,16,37,21, |

- poznámka: nalevo jsou poslední závody v roce

| Mistrovství Evropy | Mistrovství Evropy | Mistrovství Evropy | Mistrovství Evropy |
| Rok                | 2013               | 2015               | 2017               |
| ------------------ | ------------------ | ------------------ | ------------------ |
| Bouldering         | 29-30              | 47-79              | 17-18              |

| Mistrovství Evropy juniorů | Mistrovství Evropy juniorů |
| Rok                        | 2013 junioři               |
| -------------------------- | -------------------------- |
| Bouldering                 | 14                         |

| Evropský pohár juniorů | Evropský pohár juniorů | Evropský pohár juniorů | Evropský pohár juniorů |
| Rok                    | 2011 kat. A            | 2012 junioři           | 2013 junioři           |
| ---------------------- | ---------------------- | ---------------------- | ---------------------- |
| Bouldering             | x                      | x                      | 2                      |
| jednotlivě*            | ,8,                    | ,13,9,                 | ,,4                    |

- poznámka: nalevo jsou poslední závody v roce